# Гимн (повесть)
«Гимн» — антиутопическая повесть американской писательницы Айн Рэнд, написанная в 1937 году и впервые опубликованная в 1938 году в Великобритании. Действие происходит в неуказанном будущем, когда человечество вступило в очередной Тёмный век. Технический прогресс теперь тщательно спланирован, а концепция индивидуальности устранена. Молодой человек, известный как Равенство 7-2521, бунтует, проводя секретные научные исследования. Когда его деятельность раскрывается, он бежит в пустыню, и за ним следует Свобода 5-3000, женщина, которую он любит. Вместе они планируют создать новое общество, основанное на вновь открытом индивидуализме.
Изначально Рэнд задумала историю как пьесу, затем решила написать для публикации в журнале. По предложению своего агента она отправила ее в книжные издательства. Повесть была впервые опубликована издательством «Cassell» в Англии. В США она была опубликована только после того, как следующий роман Рэнд, «Источник», стал бестселлером. Рэнд переработала текст для американского издания, опубликованного в 1946 году.
Русский перевод сделан Дмитрием Костыгиным, первым переводчиком романа Рэнд «Атлант расправил плечи». Повесть опубликована в издательстве «Альпина Паблишер».